# Ermigo Aboazar
D. Ermigo Alboazar (990 —?) foi um nobre do Condado Portucalense e com sua esposa senhor do Mosteiro de Arouca, que se localiza na freguesia de Arouca, vila e concelho de mesmo nome, distrito de Aveiro, em Portugal.

## Biografia
Veio para o território do Condado Portucalense com seu pai, o príncipe Alboazar Ramírez, filho do rei Ramiro II de Leão, que aqui tomou várias terras aos mouros por volta do ano 1000. 
Entre essas terras estavam as que se encontravam sob o domínio do Castelo de São Romão, do Castro de Santa Maria de Avioso e do Castro de Gondemar, bem como destas mesmas fortalezas. D. Ermigo foi senhor da vila de Távora bem como do Castelo de Távora. 

## Relações familiares
Foi neto do rei Ramiro II de Leão e de Ortega Ramírez  e filho do príncipe de Leão, Alboazar Ramírez (? - 960), e de Elena Godínez. Casou duas vezes; uma  com D. Dordia Osóres (968 —?), Senhora do Mosteiro de Arouca e filha de Osório Garcia de Cabrera e de D. Sancha Moniz, de quem tiveram:
1. Egas Hermigues (c. 1010 - 1095) casado com Gontinha Eris ArnaLdes (1035 -?), filha da Condessa Uzenda Eris Godozindes e de Dom Ero ArnaLdes de Baião, Senhores de Baiao,Azevedo e da Quinta dos Amaral. Gontinha era neta de D. Ero Fernandes de Lugo e de D. Adosinda de Monterroso, senhores do Castelo do Neiva e condes de Lugo na Galícia, Espanha[5].

Do segundo casamento de Ermigo Aboazar com Vivili Turtezendes tiveram filhas:
1. Toda Ermigues (1000 --- ? ) casada em primeiras núpcias com Egas Monis de Riba-Douro, Senhor de Riba-Douro.  Casou segunda vez com Pedro Turtezendes.
2. Adosinha Ermigues(1010--- ?) casada com Pelaio Guterres da Silva, Senhor da Torre de Silva e Alderete.